# Anochetus boltoni
Anochetus boltoni is een mierensoort uit de onderfamilie van de Ponerinae. De wetenschappelijke naam van de soort is voor het eerst geldig gepubliceerd in 2008 door Fisher.